# Jefim Szczadienko
Jefim Afanasiewicz Szczadienko (ur. 1885 w osadzie Kamienskaja w Obwodzie Wojska Dońskiego, zm. 6 września 1951 w Moskwie) – radziecki wojskowy, generał pułkownik z 1942.

## Życiorys
Pochodził z rodziny robotniczej. Ukrainiec. W czasie rewolucji lutowej działał w partii (od 1904 członek SDPRR). W czasie rewolucji październikowej organizował oddziały Czerwonej Gwardii i walczył z oddziałami kontrrewolucji nad Donem. W styczniu 1918 został wybrany na członka Dońskiego Komitetu Wojskowo-Rewolucyjnego. W czerwcu 1918 wstąpił w szeregi Armii Czerwonej, zaś od listopada 1919 do lipca 1920 był członkiem Rady Wojskowej 1 Armii Konnej.
W 1923 zakończył kursy w Akademii Sztabu Generalnego. Dowodził dywizją kawalerii, był zastępcą ds. politycznych dowódcy okręgu wojskowego. Od 13 lipca 1930 do 26 stycznia 1934 członek Centralnej Komisji Rewizyjnej WKP(b), od maja 1937 był członkiem Rady Wojskowej Kijowskiego Okręgu Wojskowego, a od 23 listopada 1937 do 30 listopada 1940 zastępcą ministra Obrony ZSRR i szefem Zarządu Kadr.
Od 3 czerwca 1937 do 13 czerwca 1938 członek KC KP(b)U, od 21 marca 1939 do 20 lutego 1941 członek KC WKP(b). W latach 1941 – 1945 pełnił funkcję zastępcy ministra obrony oraz szefa Głównego Zarządu formowania i mobilizacji Armii Czerwonej (1941–1943), członek Rady Wojskowej Frontu Południowego (wrzesień – październik 1943), 4. Frontu Ukraińskiego (listopad 1943 – styczeń 1944). Deputowany do Rady Najwyższej ZSRR I kadencji. Odznaczony: 4 orderami Lenina, czterema Orderami Czerwonego Sztandaru, Orderem Suworowa II klasy, Orderem Czerwonej Gwiazdy i medalami.